# Activo (sexualidad)

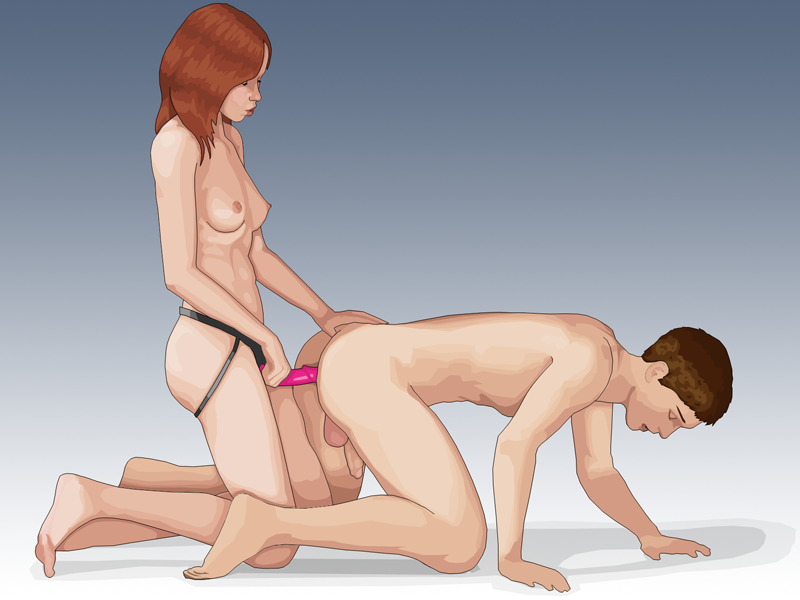
El compañero (lado izquierdo) está tomando el rol activo, mientras que el compañero (lado derecho) está tomando el rol pasivo.

El término activo es una expresión que, en la jerga sexual, se refiere al rol de la persona que penetra a otra persona por vía vaginal, anal u oral, a esta última se le denomina pasiva. La persona que elige uno u otro papel sexual se conoce como versátil.
Cualquiera puede tomar el papel sexual activo, independientemente de su sexo o género, u orientación sexual.
El término en el caso del sexo heterosexual, donde la mujer es activa y penetra al hombre (generalmente con un juguete sexual), que es el pasivo, se conoce como pegging.
En la práctica de BDSM, el término activo se aplica a las personas que desempeñan el papel dominante.
En inglés, el término top se usa en referencia a lo activo, y bottom para pasivo, mientras que en el lenguaje de la sexología o la jerga de la psicología, el término ‘insertivo’ y ‘receptivo’ también se puede usar a veces para activo y pasivo respectivamente, ya que son términos derivados del inserto y reciben verbos alusivos a roles sexuales.

## Historia
En la actualidad, la elección de una postura u otra depende de las preferencias sexuales del individuo. Sin embargo, históricamente no siempre fue una opción personal, sino que venía determinada por el rol social que debía desempeñar el sujeto según su edad, su clase y su estatus. Desde la Grecia clásica, el activo desempeñó un papel dominante o instructor, mientras que el pasivo solía ser más joven o menos favorecido socialmente. Así pues, el homosexual activo ha sido objeto de una persecución bastante menor que el homosexual pasivo en muchas civilizaciones, o incluso no era perseguido en absoluto si cumplía con dicho rol social. Como ejemplo extremo, en culturas como la vikinga la violación homosexual se consideraba un acto de virilidad guerrera para el activo, pero una gran humillación para el pasivo. Aún en la actualidad, el sujeto activo no es considerado plenamente homosexual en determinadas culturas no occidentales, como la musulmana.

## Código de pañuelos
Desde los años 1970, primero en los Estados Unidos y luego en el resto de Occidente, los hombres que buscan sexo con otros hombres se han identificado con un juego de llaves, una pulsera de cuero o un pañuelo de color en el lado izquierdo de su cuerpo. En este último caso, el color del pañuelo comunicaba además otras preferencias sexuales.
En Arabia, estos hombres no se identifican como tales, sino como un hombre activo en el sexo heterosexual.

## Código legal

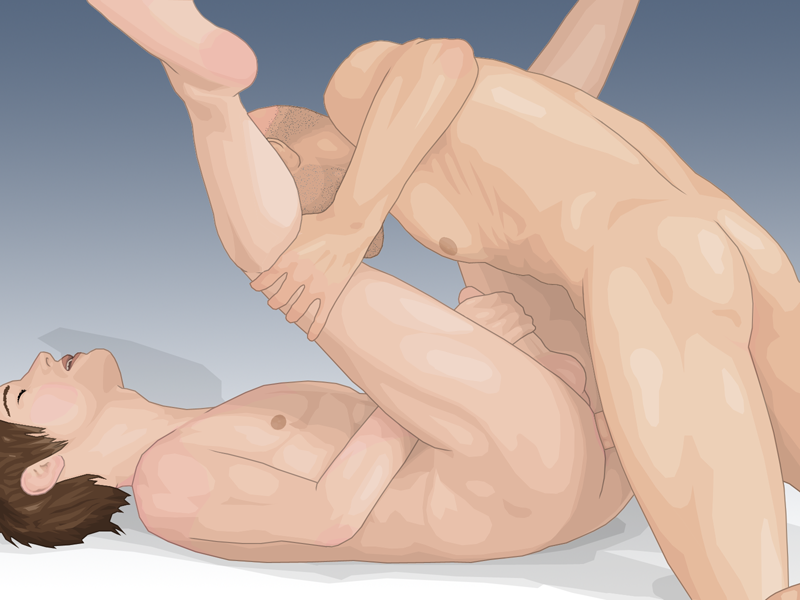
En ciertas culturas, el hombre pasivo (lado izquierdo) en las relaciones sexuales entre hombres está condenado, a diferencia del hombre activo (lado derecho).

En términos legales, debe tenerse en cuenta que el comportamiento sexual entre hombres del hombre activo sigue siendo menos perseguido en muchas civilizaciones que el comportamiento sexual entre hombres del hombre pasivo, particularmente en la cultura musulmana, donde no hay segregación entre el dogma religioso y ordenamiento jurídico. Entonces, aunque el comportamiento sexual entre hombres pasivos a veces está condenado por los códigos penales de ciertos países, lo mismo no es cierto para los hombres activos. Una situación similar ocurre en algunos países africanos, pero ya no en relación con los roles sexuales, donde el comportamiento sexual entre mujeres no está criminalizado, pero las relaciones con el comportamiento sexual entre hombres sí, o el primero está menos penalizado que el segundo.

## Activo-participativo
Esta es una expresión que en los últimos años se está volviendo muy de moda en la jerga gay. La definición de este comportamiento sexual situacional, es la del activo que en la postura empleada se deja penetrar oralmente consintiendo también caricias en su parte anal sin llegar nunca a la penetración por esta vía.
El origen social de este comportamiento, puede verse desde dos enfoques; tales como el que muchos gais cambien de un rol de activo a versátil con la respectiva socialización de este cambio y el segundo será por la variación del contendido de las palabras utilizadas en el argot gay.
A pesar de las críticas de varios sectores que opinan que es una forma disimulada de decir que son versátiles, no debe confundirse con este término, ya que a diferencia del versátil, el activo-participativo a pesar de su flexibilidad en la participación sexual no considera que ser penetrado sea un medio para obtener placer. Todo vale, menos ser penetrados. Es una frase muy común entre los activo-participativos.

## Otros nombres
- En inglés se denomina top (‘[el que va] arriba’, en contraposición a bottom, ‘[el que va] debajo’, pasivo) aunque esto no implica necesariamente que la persona en cuestión se coloque arriba durante el coito.
- En México, al gay activo suele llamársele popularmente mayate o mayatón (ambos despectivos, aluden a una especie de escarabajo —Cotinis mutabilis— que empuja una bola de su propio excremento).
- En Nicaragua, al activo se le denomina vulgarmente cochonero[3] del náhuatl "cochi".[4]
- En Uruguay, bufarrón, bufanda o machero.
- En Argentina, Bufarrón o bufarra
- En el Perú, al activo se le denomina vulgarmente cacanero o mostacero.
- En Colombia, popularmente se le llama Cacorro al hombre activo.
- En Ecuador, se le llama picañoña o cachero.
- En España, se usa a veces en tono despectivo el término sopla-nucas para el gay activo y muerde-almohadas para el pasivo.
- En Cuba y en República Dominicana, al varón activo se le llama bugarrón.[5]
- En Panamá, usualmente se usa el término de cacha-cuecos.
- En el yaoi, suele llamarse al hombre activo seme, proveniente de la palabra semeru, que significa ‘atacar’.